# Luc Alphand
Luc Alphand [lyk alfan] (* 6. srpna 1965 Briançon) je francouzský sportovec, věnující se původně alpskému lyžování a poté automobilovým závodům.

## Lyžování
Na mistrovství světa juniorů v alpském lyžování v roce 1983 vyhrál sjezd a byl druhý v kombinaci. Ve Světovém poháru závodil v letech 1984–1997. Vyhrál dvanáct závodů, v letech 1995, 1996 a 1997 získal malý kříšťálový glóbus za sjezd, v roce 1997 také vyhrál celkovou klasifikaci v Super G a velký křišťálový glóbus. Na mistrovství světa v alpském lyžování bylo jeho nejlepším umístěním třetí místo ve sjezdu v roce 1996. Startoval na třech olympiádách, na Zimních olympijských hrách 1988 v Calgary byl čtvrtý v kombinaci a sedmý v Super G. Byl desetinásobným mistrem Francie ve sjezdovém lyžování. V roce 1997 ho časopis L'Équipe vyhlásil francouzským sportovcem roku.

## Motorismus
Po ukončení lyžařské kariéry v roce 1997 se zaměřil na motorismus, založil vlastní stáj Luc Alphand Aventures. Devětkrát jel závod 24 hodin Le Mans, největším úspěchem bylo třetí místo v roce 2006. Zúčastnil se jedenácti ročníků Rallye Dakar v kategorii osobních automobilů, kterou v roce 2006 vyhrál na voze Mitsubishi, v letech 2005 a 2007 skončil druhý. Je vítězem šesti dakarských etap. Startoval také v šampionátu FIA GT, s navigátorem Gillesem Picardem vyhrál Abu Dhabi Desert Challenge 2006 a Transsibiřskou rallye 2008. Věnuje se rovněž letecké akrobacii a jachtingu (zúčastnil se dálkového závodu Transat Jacques Vabre), působí jako televizní komentátor a mládežnický instruktor Francouzské lyžařské federace.

## Rodina
Jeho bratrancem je bývalý sjezdař Jules Melquiond. Oženil se se Švédkou Annou-Karin, obě jejich děti Estelle Alphandová a Nils Alphand se rovněž věnují profesionálně alpskému lyžování.